# 海辺のカフカ
『海辺のカフカ』（うみべのカフカ）は、村上春樹の10作目の長編小説。
ギリシア悲劇と日本の古典文学を下敷きにした長編小説であり、フランツ・カフカの思想的影響のもとギリシア悲劇のエディプス王の物語と、『源氏物語』や『雨月物語』などの日本の古典小説が物語の各所で用いられている。15歳の少年「僕」が、不思議な世界を自ら行き来しながら、心の成長を遂げていく物語である。また本作は『ねじまき鳥クロニクル』からの暴力、戦争といったテーマが引き継がれており、生々しい残虐なシーンも同様に登場する。
2002年9月12日、新潮社より上下二分冊で刊行され、2005年3月2日、新潮文庫として文庫化された。2005年にフィリップ・ガブリエルにより訳された英語版『Kafka on the Shore』は、「ニューヨーク・タイムズ」紙で年間の「ベストブック10冊」および世界幻想文学大賞に選出された。演出家の蜷川幸雄によってこれまでに2度舞台化された。

## 概要
本作は、20代後半から30代前半の主人公が多い村上小説にしては珍しく、15歳の少年「僕」が主人公となっている。「僕」の章は一人称および二人称現在形、「ナカタさん」の章は三人称過去形で物語られる。
世界背景は『世界の終りとハードボイルド・ワンダーランド』と『ねじまき鳥クロニクル』を融合したものを下地にしている。例として、読み進めていくうちに謎の全貌が明らかにされていくといった推理小説風の手法と世界を異にした2人の主人公によって語られるパラレル（平行）進行、村上春樹の作風でもある「非現実」の舞台回しとしての「夢」や戦後世代的な戦争観からくる「暴力」「旧日本軍」「絶対悪」ほか「森」「影」などのキーワード、物語の終盤で姿を現した「森の中枢の世界」の『世界の終りとハードボイルド・ワンダーランド』にある「世界の終り」の街との類似性、などが挙げられる。
『海辺のカフカ』のホームページが2002年9月12日から2003年2月14日まで設けられた。その間、13歳から70歳まで、アメリカ、韓国など世界各国からも寄せられた感想や質問はのちに『少年カフカ』（新潮社、2003年6月10日刊）に収録された。多様な解釈が許されるストーリーが展開されており、『少年カフカ』では物語の内容に関する多くの質問が寄せられているが、村上は読者それぞれの解釈を重要視しており、答えを明示していない。

## あらすじ
「僕」田村カフカは東京都中野区野方に住む15歳の中学3年生である。父親にかけられた呪いから逃れるために家出を決心。父親の現金、ケータイ等を盗み東京発の深夜バスを四国の高松で降りる。
カフカは高松の私立図書館に通うようになるが、ある日目覚めると、自分が森の中で血だらけで倒れていた。カフカはその晩、サービスエリアで出会った姉のように思うさくらの家に一泊させてもらい、翌日から図書館で寝泊まりするようになる。そこでカフカは、なんとなく自分の母親なのではないかと思っていた館長の佐伯と関係を持つようになる。
ナカタもまた野方に住む、知的障害のある老人であった。通称「猫殺し」の男を殺害し、東京を離れた。ナカタはトラック運転手の星野の力を借りて「入り口の石」を探しはじめた。その頃ちょうどカフカは、図書館の司書の大島から父親が自宅で殺されたニュースを知らされる。やがて警察の手がのび、カフカは大島が提供してくれた山奥の隠れ家に移る。
一方、「入り口の石」を探すナカタは図書館にたどり着き、そこで佐伯に会う。そしてナカタが帰った後、佐伯は机に突っ伏すように死んでいた。
森の奥でカフカは、旧帝国陸軍の軍服を着た2人の兵隊と出会い、彼らに導かれて森を抜け川のある小さな町にたどり着く。そこで佐伯に会ったカフカは、彼女から元の世界に戻るように言われる。
マンションに隠れ住んでいたナカタは「入り口の石」を開いた後、客死し、ナカタを失った星野は黒猫の助言を受けナカタがやり残した「入り口の石」を閉じる仕事にとりかかった。
最終的にカフカは現実へ戻ることを決意し、岡山から新幹線に乗って東京への帰途につく。

## 登場する人物・動物
僕（田村カフカ）
父親から「母と交わり父を殺し、姉とも交わる」という呪いをかけられたため、家出を決意する。読書好き。自立心・自制心に優れるが、反面、抑制的で孤独癖のある少年。「田村」は本姓だが、「カフカ」は偽名である。これはフランツ・カフカからの借用であると共に、チェコ語でカラスという意味をあらわす。四国で数々の試練に立ち向かう。
カラスと呼ばれる少年
カフカにアドバイスを与える謎の少年。この人物のセリフは太字で書かれることが多い。
最後まで謎が明かされることはなかった。
大島（おおしま）
高松の甲村記念図書館の司書。21歳。血友病患者で性的少数者である。泊まる場所のないカフカに「なら、ここ（図書館）に泊まればいい」と言う。
佐伯（さえき）
甲村記念図書館の館長をしている女性。50歳を過ぎている。19歳のときに自作した曲『海辺のカフカ』が大ヒットした。20歳の時に恋人を東京の大学紛争で殺されている。カフカに母親ではないかと思われるとともに肉体関係を持つようになる。
さくら
カフカが、夜行バスが高松に着く前に休憩したサービスエリアで出会った若い女性美容師。カフカは彼女を夢の中で強姦する。
ナカタ（ナカタサトル）
もう一人の主人公。中野区に住む60代半ばの男性で、知的障害があり、生活保護を受けている。かつては民芸家具の職人であった。猫探しを得意とする。一人称は「ナカタ」であり、「ナカタは〜であります」「ナカタは〜なのです」と特徴的な喋り方をする。国民学校生のとき、疎開先の山梨県で「お椀山事件」に遭遇して、全ての記憶と読み書きの能力を失った。猫と会話ができる。
星野（ほしの）
ナカタと道中を共にすることになったトラック運転手の青年。20代半ば。岐阜県の山の中で育ち、高校を出たあと自衛隊に入隊した。中日ドラゴンズのファン。数年前に亡くした祖父と似た雰囲気を持つナカタに、親しみをおぼえる。
ジョニー・ウォーカー
ウィスキーのブランドの一つジョニー・ウォーカーのロゴマークとして描かれている人物に扮した謎の人物。近辺の猫をさらって殺していた、通称「猫殺し」。またカフカに予言を伝えた張本人。
カーネル・サンダーズ
ケンタッキー・フライド・チキンの創業者の扮装をした謎の人物。星野に「入り口の石」のありかを教える。
岡持節子
山梨県の国民学校の教師で、少年時代のナカタの担任であった。1944年11月7日、野外実習時に「お椀山事件」（児童の集団昏睡事件）に遭遇する。
大島の兄
高知県でサーフショップを営んでいる。
オオツカ
年老いた大きな黒猫。ナカタの影の濃さが半分になっていることを指摘する。
ゴマ
行方不明の猫。三毛猫で1歳のオス。この迷い猫の捜索からナカタは数奇な運命へ導かれる。
ミミ
上品なシャム猫。名前の由来はプッチーニのオペラ『ラ・ボエーム』の中の「私の名はミミ」より。
トロ
高松で星野と出会う黒猫。星野に対し、入り口の石に入りこもうとするものを「圧倒的な偏見でもって強固に抹殺するんだ」と諭す。

## 登場する文化・風俗
- クルーガーランド金貨 - 南アフリカ共和国造幣局発行の地金型金貨。カフカのリュックを見て大島は「ずいぶん重そうだけど、中にはいったいなにが詰まってるんだろう。クルーガー金貨？」と問う[21]。
- MDウォークマン - 1991年にデジタルオーディオとしてソニーが発表したミニディスク（MD）を再生するウォークマン。2001年に発売されたAppleのiPodの登場で衰退し、2020年に生産終了となった。カフカが体を鍛えるトレーニングの際に使用する[22]。
- 『流刑地にて』 - フランツ・カフカの短編小説。「不思議な処刑機械の出てくる話」（田村カフカ談）。田村カフカはこう述べている。「その複雑で目的のしれない処刑機械は、現実の僕のまわりに実際に存在したのだ。それは比喩とか寓話とかじゃない。」[23]
- レディオヘッド - 本文中の表記は「レイディオヘッド」[24]。イギリスのロックバンド。1997年に発表した『OK コンピューター』、2000年に発表した『キッド A』により、世界的な評価を受けた。カフカがホテルで日誌をつける際、ウォークマンで聴いている。なお同バンドのボーカルであるトム・ヨークは村上作品の愛読者を公言している。
- ボクサーブリーフ - 男性用下着の一種。1992年にカルバン・クラインが発表し、それまで一般的だったブリーフとトランクスを折衷したデザインが人気となり、2000年代以降飛躍的に普及した。カフカが夢の中でさくらと性行為に及ぶ際、着用している描写がある。なお本文中の表記は「ボクサーショーツ」[25]。
- 『虞美人草』 - 夏目漱石の長編小説。大島に図書館に来てからどんなものを読んだのかと問われ、カフカは「今は『虞美人草』、その前は『坑夫』です」と答える[26]。
- 『坑夫』 - 夏目漱石の長編小説。カフカは大島に向かって『坑夫』の所感を述べる。その感想は長く、話終わるまでに文庫版で3ページ費やされている[26]。
- フランツ・シューベルト『ピアノソナタ第17番ニ長調』 - 大島はこの曲を車の中でかけながらカフカにこう話す。「シューベルトというのは、僕に言わせれば、ものごとのありかたに挑んで敗れるための音楽なんだ。それがロマンティシズムの本質であり、シューベルトの音楽はそういう意味においてロマンティシズムの精華なんだ。」[27]
- ウィリアム・バトラー・イェイツ - アイルランドの詩人、劇作家。1923年にノーベル文学賞受賞。大島が本に記したメモに「僕らの責任は想像力の中から始まる。イェーツが書いている。In dreams begin the responsibilities――まさにそのとおり。」と書かれてある[28]。ただし大島は正確には引用していない。この言葉は詩集『Responsibilities』（1914年）のエピグラフ「In dreams begins responsibility」からとられている。
- 「クロスロード」 - ロバート・ジョンソンの自作のブルース曲。原題は "Cross Road Blues"、または "Crossroads"。英国のロックバンド「クリーム」がカバーして有名になった。カフカはこの曲をMDウォークマンで聴く[29]。
- 「リトル・レッド・コルヴェット」 - 米国のミュージシャン・プリンスの作品。1982年発表のアルバム『1999』に収められている。翌年シングルカットされ全米チャート6位を記録した。カフカはプリンスの音楽を「奇妙に切れ目のない音楽」と評する。なお本文中の表記は「リトル・レッド・コーヴェット」[30]。
- T・S・エリオット - イギリスの詩人、劇作家。エリオットの詩「The Hollow Men」を大島は引き合いに出す。「ただね、僕がそれよりも更にうんざりさせられるのは、想像力を欠いた人々だ。T・S・エリオットの言う〈うつろな人間たち〉だ。」[31]。エリオットのこの詩は長編『騎士団長殺し』でも引用される[32]。
- 『マクベス』 - ウィリアム・シェイクスピアの戯曲。ジョニー・ウォーカーはマクベスの2つの台詞を引用する（文中で引用されている訳は、福田恒存）。村上はのちに『1Q84』の登場人物に、『マクベス』の一節（原文、訳文の両方）をまるまる引用させている[33]。
- アントン・チェーホフ - ロシアの劇作家、短編小説家。カーネル・サンダーズは星野に向かって次のように話す。

「ロシアの作家アントン・チェーホフがうまいことを言っている。『もし物語の中に拳銃が出てきたら、それは発射されなくてはならない』ってな。どういうことかわかるか？」「チェーホフが言いたいのはこういうことだ。必然性というのは、自立した概念なんだ。」「お前の抱えている石は、チェーホフの言うところの『拳銃』なんだ」。
村上は『1Q84』の登場人物にも同様のことを言わせている。拳銃をひとつ用意してほしいと頼む青豆にタマルは次のように言う。「チェーホフがこう言っている。物語の中に拳銃が出てきたら、それは発射されなくてはならない、と。」「物語の中に、必然性のない小道具は持ち出すなということだよ」
- スペイン内戦 - 1936年から1939年にかけてスペインで勃発した内戦。大島とカフカとの間で次のような会話が交わされる。「いつかスペインに行きたい」「どうしてスペインなの？」「スペイン戦争に参加するんだ」「スペイン戦争はずっと前に終わったよ」「知ってるよ。ロルカが死んで、ヘミングウェイが生き残った」[36]
- 生き霊 - カフカは「人が生きながら幽霊になることってあるの？」と大島に尋ねる。大島は「たとえば『源氏物語』の世界は生き霊で満ちている」「紫式部の生きていた時代にあっては、生き霊というのは怪奇現象であると同時に、すぐそこにあるごく自然な心の状態だった。そのふたつの種類の闇をべつべつに分けて考えることは、当時の人々にはたぶん不可能だっただろうね。」と答えている[37]。

村上自身も河合隼雄と1995年に行った対談の中で、同じような質問をしている。「『源氏物語』の中にある超自然性というのは、現実の一部として存在したものなんでしょうかね」という問いかけに対する河合の返答は、「あんなの（注・怨霊等）はまったく現実だとぼくは思います」「もう全部あったことだと思いますね」
- 『雨月物語』 - 上田秋成の読本（よみほん）作品。「菊花の約」（きっかのちぎり）の編が紹介されている。
- 『大人は判ってくれない』 - フランソワ・トリュフォー監督の最初の長編映画。高松市内の映画館で星野が見る映画[39]。また兵隊たちに連れられた建物の中でカフカはこの映画の一シーンを思い出す[40]。
- 『ピアニストを撃て』 - トリュフォーの2作目の長編映画。高松市内の映画館で星野が見る映画[39]。
- ロシア遠征 - 1812年にフランス帝国のナポレオン1世がロシアに侵攻し、敗北、退却するまでの一連の歴史的事件。山のキャビンでカフカ少年はロシア遠征について書かれた本を読む。カフカ自身による説明が本書に記されている。「この実質的な意味をほとんど持たない戦争のおかげで、おおよそ40万人のフランス軍兵士が見知らぬ広大な土地で命を落とすことになった。戦闘はもちろん残酷ですさまじいものだった。医師の数がじゅうぶんではなく、医薬品も不足していたために、深い傷を負った兵士のおおかたは、そのまま苦痛の中で死んだ。」[41]
- マツダ・ファミリア - 1963年10月から2003年10月まで、マツダが製造生産していた小型自動車。高松市内のレンタカー店で星野は白のファミリアを借りる[42]。
- 「マイ・フェイヴァリット・シングズ」 - ミュージカル『サウンド・オブ・ミュージック』のうちの一曲。カフカの頭の中にあるのはジョン・コルトレーンがカバーしたバージョン。森の中で彼はコルトレーンのソプラノ・サックスを模した口笛を吹く[注 5]。
- 「ピアノ三重奏曲第七番」 - ルートヴィヒ・ヴァン・ベートーヴェンの作曲したピアノ三重奏曲。物語の中では大公トリオと呼ばれている。

## 初版と現行版の本文異同
以下は単行本初版（2002年9月10日発行）と文庫本（2005年3月1日発行）との本文異同である。
|            | 初版 | 現行版 |
| ---------- | --- | --- |
| 上巻 p.100 | （月曜日はべつだ。月曜日は甲村図書館が休みなので、かわりに大きな公立の図書館に行った）                        | 削除 |
| 上巻 p.227 | テルアビブの法廷の防弾ガラス張りの被告席にあって                                                              | エルサレムの法廷の防弾ガラス張りの被告席にあって                                                                                             |
| 上巻 p.270 | マクドナルド、セブン-イレブン、ローソン、すかいらーく、デニーズ……、騒音に満ちた現実が僕らを取りかこんでいく。 | マクドナルド、ファミリーマート、ローソン、吉野家……、騒音に満ちた現実が僕らを取りかこんでいく。                                               |
| 上巻 p.275 | 二人が過失致死罪で、短い懲役刑を宣告された。                                                                  | 二人が傷害致死罪で、短い懲役刑を宣告された。                                                                                                 |
| 上巻 p.309 | 大島さんはチノパンツのポケットから財布を出し、そこからプラスチックの運転免許証を抜きだして彼女に渡す。        | 大島さんはチノパンツのポケットから財布を出し、プラスチックのカードをとって彼女に渡す。写真入りのIDカード。たぶん何か病院の関係のものだろう。 |
| 上巻 p.368 | 市内に計理士の事務所を持っている経営者の息子には                                                              | 市内に税理士の事務所を持っている経営者の息子には                                                                                             |
| 下巻 p.247 | 僕は夜中に激しい喉の渇きで目を覚まし、寝袋から出て水道の水を飲む。                                            | 僕は夜中に激しい喉の渇きで目を覚まし、寝袋から出て水を飲む。                                                                                 |
| 下巻 p.337 | 台所には電気冷蔵庫がある。東芝製の、それほど大きくない古い型の電気冷蔵庫だ。                                  | 台所には電気冷蔵庫がある。それほど大きくない古い型の電気冷蔵庫だ。                                                                           |
| 下巻 p.341 | 古いかたちの三菱製のカラーテレビがこの部屋にあるただひとつの家具だ。                                          | 古いかたちのカラーテレビがこの部屋にあるただひとつの家具だ。                                                                                 |

## 翻訳
| 翻訳言語        | タイトル             | 翻訳者                       | 発行日         | 発行元                         |
| --------------- | -------------------- | ---------------------------- | -------------- | ------------------------------ |
| 英語            | Kafka on the Shore   | フィリップ・ガブリエル       | 2005年1月6日   | Harvill Press（英国）          |
| 英語            | Kafka on the Shore   | フィリップ・ガブリエル       | 2005年1月26日  | Knopf（米国）                  |
| フランス語      | Kafka sur le rivage  | Corinne Atlan                | 2005年12月20日 | Belfond                        |
| ドイツ語        | Kafka am Strand      | Ursula Gräfe                 | 2004年2月25日  | DuMont Buchverlag              |
| イタリア語      | Kafka sulla spiaggia | ジョルジョ・アミトラーノ     | 2008年3月      | Einaudi                        |
| スペイン語      | Kafka en la orilla   | Lourds Porta Fuentes         | 2006年11月     | Tusquest Editores              |
| カタルーニャ語  | Kafka a la platja    | Albert Nolla                 | 2006年         | Labutxaca                      |
| ポルトガル語    | Kafka à beira-mar    | Maria João Lourenço          | 2006年         | Casa das Letras （ポルトガル） |
| ポルトガル語    | Kafka à beira-mar    | Leiko Gotoda                 | 2008年3月10日  | Alfaguara（ブラジル）          |
| オランダ語      | Kafka op het strand  | ヤコバス・ウェスタホーヴェン | 2009年9月      | Atlas                          |
| スウェーデン語  | Kafka på stranden    | Eiko Duke, デューク・雪子    | 2006年         | Norstedts                      |
| デンマーク語    | Kafka på stranden    | Mette Holm                   | 2007年         | Klim                           |
| ノルウェー語    | Kafka på stranden    | Ika Kaminka                  | 2005年         | Pax forlag                     |
| フィンランド語  | Kafka rannalla       | Juhani Lindholm              | 2009年3月      | Tammi                          |
| ポーランド語    | Kafka nad morzem     | Anna Zielińska-Elliott       | 2007年         | Wydawnictwo MUZA SA            |
| チェコ語        | Kafka na pobřeží     | Tomáš Jurkovič               | 2006年         | Odeon                          |
| スロベニア語    | Kafka na obali       | Aleksander Mermal            | 2007年         | Mladinska knjiga               |
| ハンガリー語    | Kafka a tengerparton | Erdős György                 | 2006年         | Geopen Könyvkiadó Kft.         |
| ルーマニア語    | Kafka pe malul mării | Iuliana Oprina               | 2006年         | Polirom                        |
| ブルガリア語    | Кафка на плажа       | Людмил Люцканов              | 2006年         | Колибри                        |
| ロシア語        | Кафка на пляже       | Иван Логачев, Сергей Логачев | 2004年         | Eksmo                          |
| エストニア語    | Kafka mererannas     | Kati Lindström               | 2008年8月      | Varrak                         |
| ラトビア語      | Kafka liedagā        | Ingūna Bek̦ere                | 2012年         | Zvaigzne ABC                   |
| リトアニア語    | Kafka pakrantėje     | Ieva Stasiūnaitė             | 2007年         | Baltos lankos                  |
| トルコ語        | Sahilde Kafka        | Hüseyin Can Erkin            | 2009年11月     | Doğan Kitap                    |
| ヘブライ語      | קפקא על החוף         | Einat Cooper                 | 2007年         | Keter Publishing House         |
| 中国語 (繁体字) | 海邊的卡夫卡         | 頼明珠                       | 2003年         | 時報文化（台湾）               |
| 中国語 (簡体字) | 海边的卡夫卡         | 林少華                       | 2003年4月      | 上海訳文出版社（中国）         |
| 韓国語          | 해변의 카프카        | 金春美（キム・チュンミ）     | 2003年7月      | 文学思想社                     |
| モンゴル語      | Эрэг дээрх Кафка     | Ц.Онон                       | 2017年         | Монсудар                       |
| アラビア語      | كافكا على الشاطئ     | إيمان حرز الله               | 2007年         | المركز الثقافي العربي          |
| ベトナム語      | Kafka bên bờ biển    | Dương Tường                  | 2007年         | Nhã Nam                        |

## 舞台（2008年アメリカ版）
アメリカ・シカゴのステッペンウルフ・シアター・カンパニーが英題“Kafka on the Shore”として同劇団所属でブロードウェイで2度のトニー賞を受賞しているフランク・ギャラティの脚本・演出で世界初演（英語上演）。人名、地名とも原作の通りで日本が舞台となっている。フランク・ギャラティは2005年に同劇団で村上春樹の『神の子どもたちはみな踊る』（英題 after the quake）も世界初演している。

### 日程・会場
- 2008年9月18日 - 11月16日 （アメリカ・シカゴのステッペンウルフ・シアター[46]）

### キャスト
- 田村カフカ：Christopher Larkin[47]
- 佐伯：Lisa Tejero
- 大島：Gerson Dacanay
- カラス：Jon Michael Hill
- さくら：Aiko Nakasone
- 星野：Andrew Pang
- カーネル・サンダーズ：Francis Guinan
- ナカタ：David Rhee

## 舞台（2012年版）
フランク・ギャラティの脚本、蜷川幸雄の演出。日本人演出家による村上春樹作品の初めての舞台化。主人公のカフカ役は、舞台初出演の柳楽優弥。

### 日程・会場
- 2012年5月3日 - 5月20日 （彩の国さいたま芸術劇場 大ホール）
- 2012年6月21日 - 6月24日 （イオン化粧品シアターBRAVA!）

### キャスト
- 田村カフカ：柳楽優弥
- 佐伯：田中裕子
- 大島：長谷川博己
- カラス：柿澤勇人
- さくら：佐藤江梨子
- 星野：高橋努
- カーネル・サンダーズ：鳥山昌克
- ナカタ：木場勝己

## 舞台（2014年版）
脚本、演出は2012年版と同じ。主人公のカフカ役は、オーディションで抜擢された新人の古畑新之。2015年、蜷川幸雄生誕80周年を記念してワールドツアーを開催、ロンドン、ニューヨーク、シンガポールなど世界5都市で上演された。

### 日程・会場
2014年
- 6月1日 - 6月7日 （彩の国さいたま芸術劇場 大ホール）
- 6月13日 - 6月16日（シアターBRAVA!）
- 6月21日 - 7月5日 （赤坂ACTシアター）
- 7月11日 - 7月13日（北九州芸術劇場）

2015年
- 5月28日 - 5月30日（ロンドン・バービカン劇場）
- 7月23日 - 7月26日（ニューヨーク・ディヴィッド・H・コーク劇場）
- 9月17日 - 10月4日（彩の国さいたま芸術劇場 大ホール）
- 10月30日 - 11月1日（シンガポール・エスプラネード・シアターズ・オン・ザ・ベイ）
- 11月24日 - 11月28日（ソウル・LGアーツセンター）

### キャスト
- 佐伯：宮沢りえ
- 大島：藤木直人
- 田村カフカ：古畑新之
- さくら：鈴木杏
- カラス：柿澤勇人
- カーネル・サンダーズ：鳥山昌克
- 星野：高橋努
- ナカタ：木場勝己

（記載順序はカルチャーメディアCINRAに掲載された公演情報による）